# Anuga FoodTec
Die Anuga FoodTec (offizieller Untertitel: „Internationale Zuliefermesse für die Lebensmittel- und Getränkeindustrie“) ist die international führende Fachmesse für die Lebensmittel- und Getränkeindustrie. Sie deckt alle Aspekte der Lebensmittelproduktion ab – von Prozesstechnologie über Abfüll- und Verpackungstechnik, von Packstoffen über Ingredients bis hin zu Lebensmittelsicherheit sowie alle Innovationen aus allen die Lebensmittelproduktion begleitenden Bereichen. Die Anuga FoodTec gliedert sich in acht Angebotssegmente: Food Processing, Food Packaging, Digitalisation, Automation, Intralogistics, Safety & Analytics, Environment and Energy sowie Science and Pioneering.
Die Messe findet alle drei Jahre in Köln statt, das nächste Mal vom 23. bis zum 26. Februar 2027. Veranstalter ist die Koelnmesse, ideeller Träger die Deutsche Landwirtschafts-Gesellschaft e. V. (DLG).

## Entstehungsgeschichte
Entstanden aus der ehemaligen Anuga-Technica und der DLG-FoodTec ermöglicht die Anuga FoodTec seit 1996 einen übergreifenden und prozessorientierten Überblick über alle zur Lebensmittelherstellung benötigten Technologien. Seit 2011 unterhält die Koelnmesse eine strategische Partnerschaft für die Anuga FoodTec mit dem „Packaging Machinery Manufacturers Institute“ (PMMI), USA dem Organisator der Pack Expo und Expo Pack. Im April 2016 wurde zusätzlich eine Kooperation mit der Fiere di Parma eingegangen, um künftig gemeinsam die Messe für Lebensmitteltechnologie Cibus Tec in Parma zu organisieren.
Im Jahre 2012 kamen 42.986 Besucher (aus 126 Ländern) zur Anuga FoodTec, um sich unter den insgesamt 1.289 Ausstellern (aus 41 Ländern) auf einer Bruttofläche von 127.000 m² zu informieren. Die Messe verzeichnete auch im Jahr 2012 einen Zuwachs an Ausstellern (über 10 %) und Besuchern (über 27 %).
2015 konnte die Messe einen neuen Aussteller- und Besucherrekord erreichen. 1.479 Aussteller (aus 49 Ländern) – ein Plus von 15 Prozent – stellten auf einer Bruttofläche von 129.700 m² aus. Bei den Fachbesuchern konnte mit 45.604 Experten (aus 139 Ländern) ein Plus von 6 Prozent erreicht werden. Der Anteil internationaler Besucher lag bei über 54 Prozent.
2018 kamen 1.657 Aussteller und über 50.000 Fachbesucher (aus 152 Ländern) zur Messe.
Bei der auf 2022 verschobenen Messe kamen unter hohen Corona-Auflagen 1.034 Aussteller und über 25.000 Fachbesucher (aus 120 Ländern) zur Messe.
Auf der im März 2024 veranstalteten Messe stellten 1.307 Unternehmen aus. Es kamen nahezu 40.000 Besucher aus 133 Ländern. Die Eröffnungsrede hielt Sandrine Dixson-Declève, Co-Präsidentin des Club of Rome zum Thema „Opportunities on the Road to Climate Neutrality“. Leitthema der Messe war „Responsibility“. Die Messe thematisierte auch die Verarbeitung alternativer Proteine und das erforderliche Know-how entlang der gesamten Prozesskette. In diesem Zuge wurde im Vorfeld der Messe die Kooperation mit dem Bundesverband für alternative Proteinquellen Balpro verlängert. Als Besucher waren u. a. Anheuser-Busch Inbev, Arla Foods, Asahi, Conagra Brands, Danone, DMK Deutsches Milchkontor, Dr. Oetker, FrieslandCampina, General Mills, Kraft Heinz, Lactalis, McCain, Meiji, Mengniu, Mondelez, Müller-Milch, Nestlé, Nomad, Plukon, Saputo, Schreiber Foods, Sprehe-Gruppe, Unilever und Yili vertreten.

## Angebotsbereiche
- Prozesstechnologie
- Abfüll- und Verpackungstechnik
- Automation, Software, Steuer- und Regeltechnik
- Labortechnik, Analytik, Biotechnologie und Qualitätsmanagement
- Betriebsmittel, Umwelttechnik, Kälte- und Klimatechnik
- Förder-, Transport- und Lagereinrichtungen, Logistik, Intralogistik
- Ingredients, technologische Hilfsstoffe
- Bauteile, Baugruppen, Oberflächentechnik, Zubehör
- Dienstleister, Organisationen, Verlage
- Packstoffe, Packmittel, Packhilfsmittel